# Polystrátová fosilie

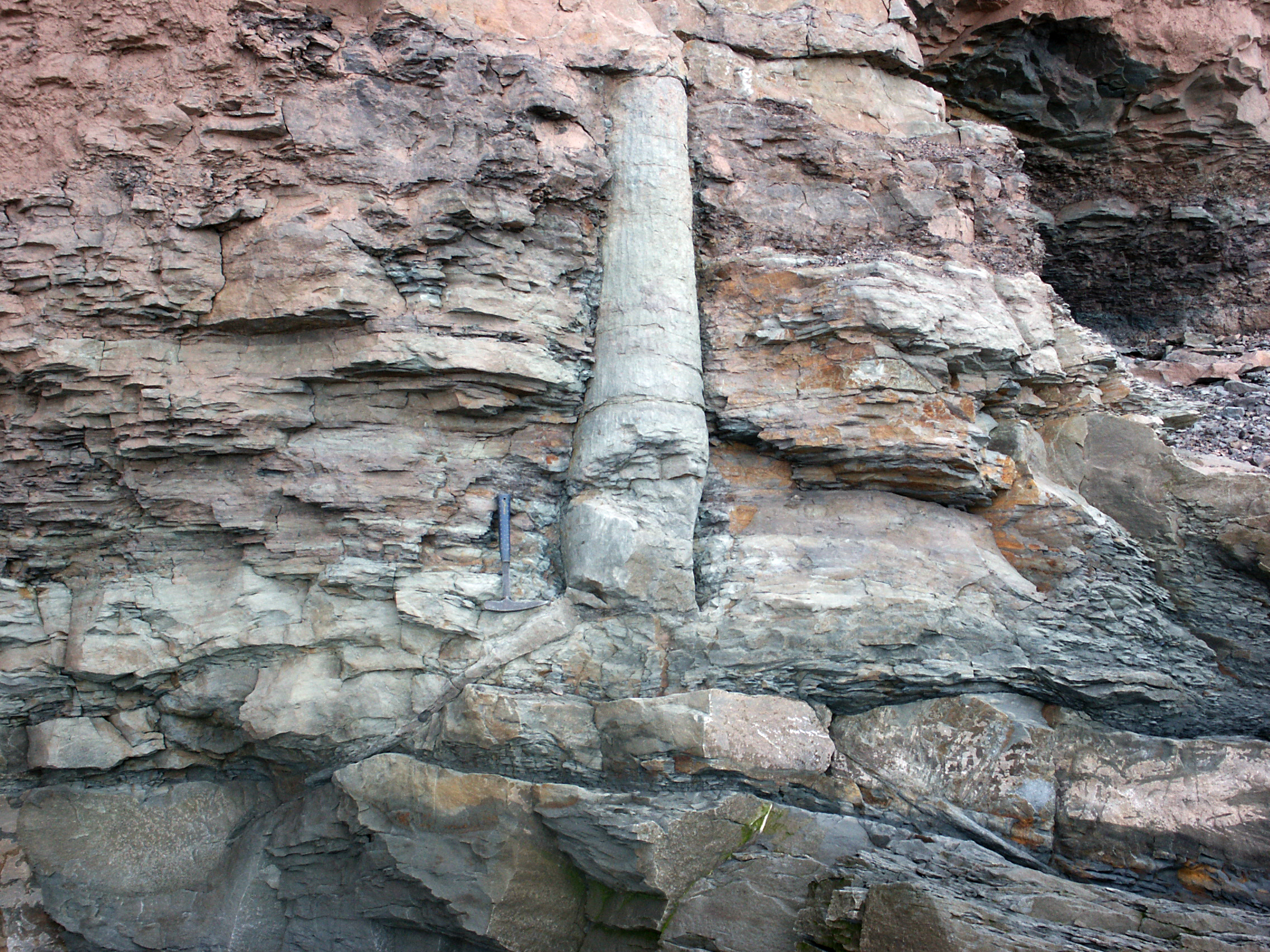
Fosilie kmene stromu ve skále

Polystrátová fosilie je fosilizovaný zbytek organismu nějakého jedince (typicky například kmen stromu), který prochází několika geologickými vrstvami. Obvykle (ale ne výhradně) se nachází v uhelných ložiscích.
Termín nepatří do běžné geologické terminologie a vyskytuje se především v materiálech kreacionistů mladé Země.